# Aachtopf
Aachtopf (také Aachquelle) u Aachu v Bádensku-Württembersku je vyvěračka (krasový pramen) s největším množstvím vody v Německu.

## Geografie
Nachází se jižně od západního konce Švábské Alby poblíž města Aach. Vyvěrá z 18 m hluboké podzemní jeskyně a vytváří malé jezírko. Z něj vytéká řeka Radolfzeller Aach (Aach), která se po 32 km u Radolfzellu vlévá do Bodamského jezera. Voda krasového pramene pochází převážně z Dunaje, který se noří mezi Immendingenem a Möhringenem a u Fridingenu, tzv. propadání Dunaje. Z propadání Dunaje teče voda pod zemí asi 12 km rychlostí asi 200 m/h jeskynním systémem do řeky Radolfzeller Aach. Do povodí patří i další norná místa jiných řek, např. u Neuhausenu ob Eck a u Heudorfu im Hegau. Na těchto přítocích se podílí přibližně třetina průtoku pramene u Aachu. Podél břehů Radolfzeller Aach a pod Aachtopfem se v korytě řeky nacházejí další malé prameny. Nejjižnějším prokázaným odtokem vody z Dunaje je pramen Bleichequelle u Singenu.
Dunaj se vlévá na východ do Černého moře, zatímco Rýn vytékající z Bodamského jezera teče na sever do Severního moře. Vody Aachu tedy protékají pod evropským rozvodím.

## Data
Průměrná vydatnost pramene je 8 600 l/s, ale jak je u krasových vývěrů obvyklé, je velmi závislá na ročním období a pohybuje se mezi 1 300 a 24 000 l/s. Voda z pramene Aachtopf stoupá na úroveň hladiny Bodamského jezera.
V přibližně 130 dnech plného průtoku tak horní tok Dunaje zcela patří do říčního systému Rýna. V budoucnu by tak při dalším rozpouštění vápenců až do zřícení jeskyní mohlo dojít k procesu podobnému vychýlení Wutachu, na jehož konci by se horní tok Dunaje zcela stal přítokem Rýna.

## Historie
V roce 1719 byla v publikaci F. W. Breuningera poprvé vyslovena domněnka, že pramenitá voda pochází z propadu Dunaje. Důkaz se však našel až 9. října 1877, kdy geolog Adolf Knop z Technické univerzity v Karlsruhe přidal do vody v propadlině Dunaje 10 kg fluoresceinu sodného, 20 t soli a 1200 kg břidlicového oleje. Po 60 hodinách bylo možné v prameništi detekovat všechny tři látky, což se projevilo nádherně zeleně zářící slanou vodou s výraznou chutí kreozotu.
V roce 1886 se uskutečnil první pokus o potápění do hloubky 12 m (jeden z prvních pokusů o potápění v jeskyni na světě), kde se nachází obtížně překonatelné hrdlo, úzká chodba se silným proudem vody.
V roce 1960 vývěrovou jeskyni zkoumal Jochen Hasenmayer, slavný německý jeskynní potápěč. Přitom byla objevena ve vzdálenosti 120 metrů od vývěru ústí sifon do jeskyně Seenhalle (Jezerní síň), síň se sintrovými pánvemi a zbytky krápníků, což naznačuje, že tato jeskyně byla kdysi vzdušnou jeskyní. Po 600 metrech jeskyni přehrazuje zával. Předpokládá se, že jeskyně pokračuje několik kilometrů na druhé straně závalu.
V letech 1980 a dále se Aachhöhle intenzivně věnoval Harald Schetter. V roce 1990 byl založen místní speleologický klub, který se pokusil najít ztracený úsek jeskyně směrem k povodí Dunaje tím, že za závalem na dně velkého propadliště vyhloubil šachtu. V roce 1995 členové objevili jeskyni v hloubce 70 metrů, kterou nazvali Šedá síň, a v roce 2003 další jeskyni s jezerem, kterou popsal ve své zprávě Rudi Martin. Skupina vydala mapy Donauhöhle.
Od roku 2001 provádělí nový průzkum Aachhöhle Jürgen Bohnert, Frank Liedtke, Stephan Liedtke a Tobias Schmidt. Po 500 m na sever jeskyně končí mohutným závrtem, který je vidět i na povrchu jako velký závrt v lese. Na severním okraji propadliny bylo po 14 letech výkopů objeveno pokračování Aachhöhle. Protože chemické složení zdejší vody neodpovídá složení vody v jeskyni Aach, předpokládá se, že se musí jednat o jedno z několika zdrojnic. Proto se jeskyni od této chvíle říká Donauhöhle (Dunajská jeskyně).

## Fauna
V dubnu 2017 byl publikován objev první jeskynní ryby v Evropě, objevenou v roce 2015. Jedná se o převážně bezbarvou a pravděpodobně slepou populaci Barbatula barbatula. Byla objevena v rozvětveném jeskynním systému Aachtopf, ale pravděpodobně se vyskytuje v celém jeskynním systému o rozloze 250 km² až po propadání Dunaje.

## Galerie

Vývěr Aachtopf
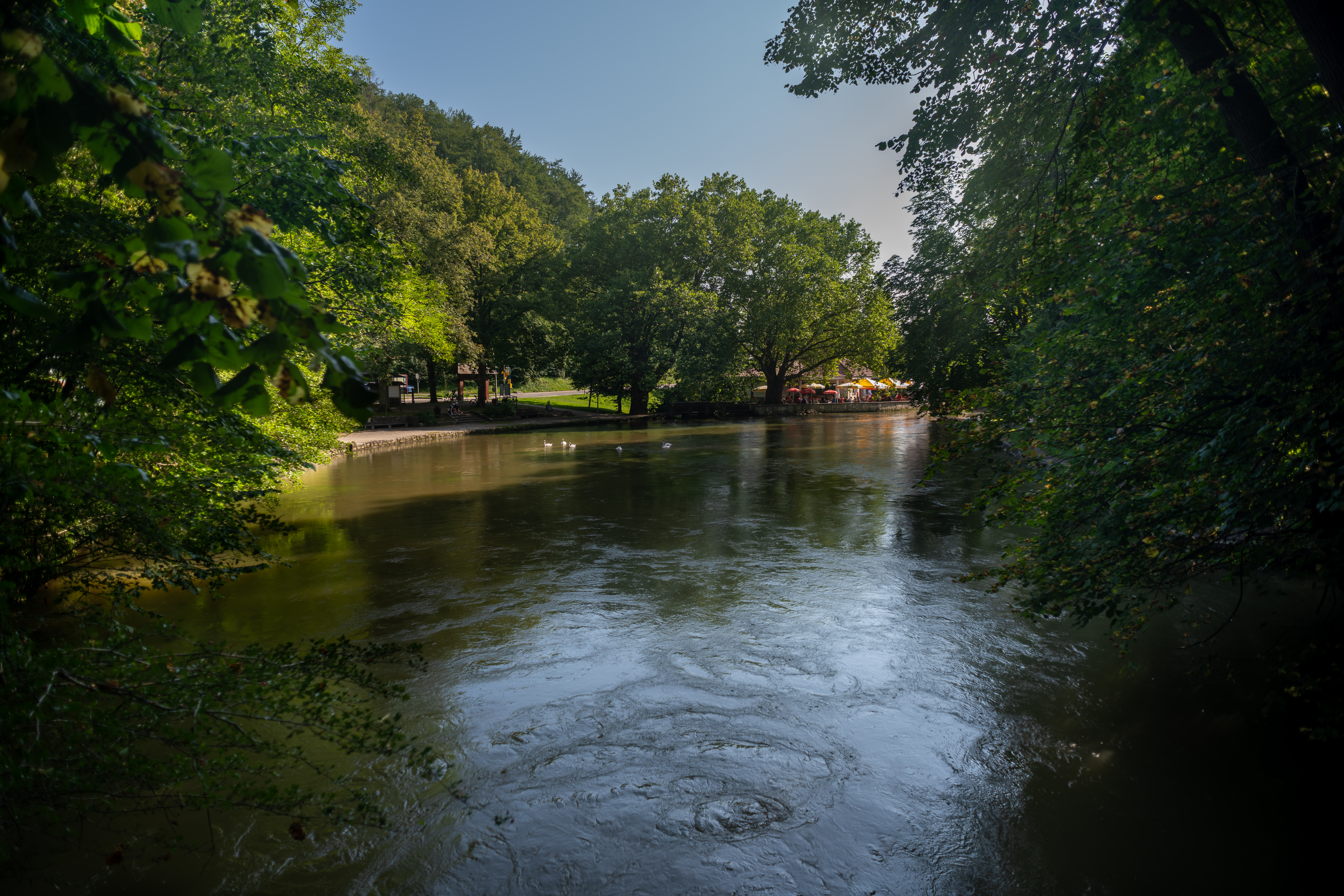
Pohled na Aachtopf od pramene směrem k řece
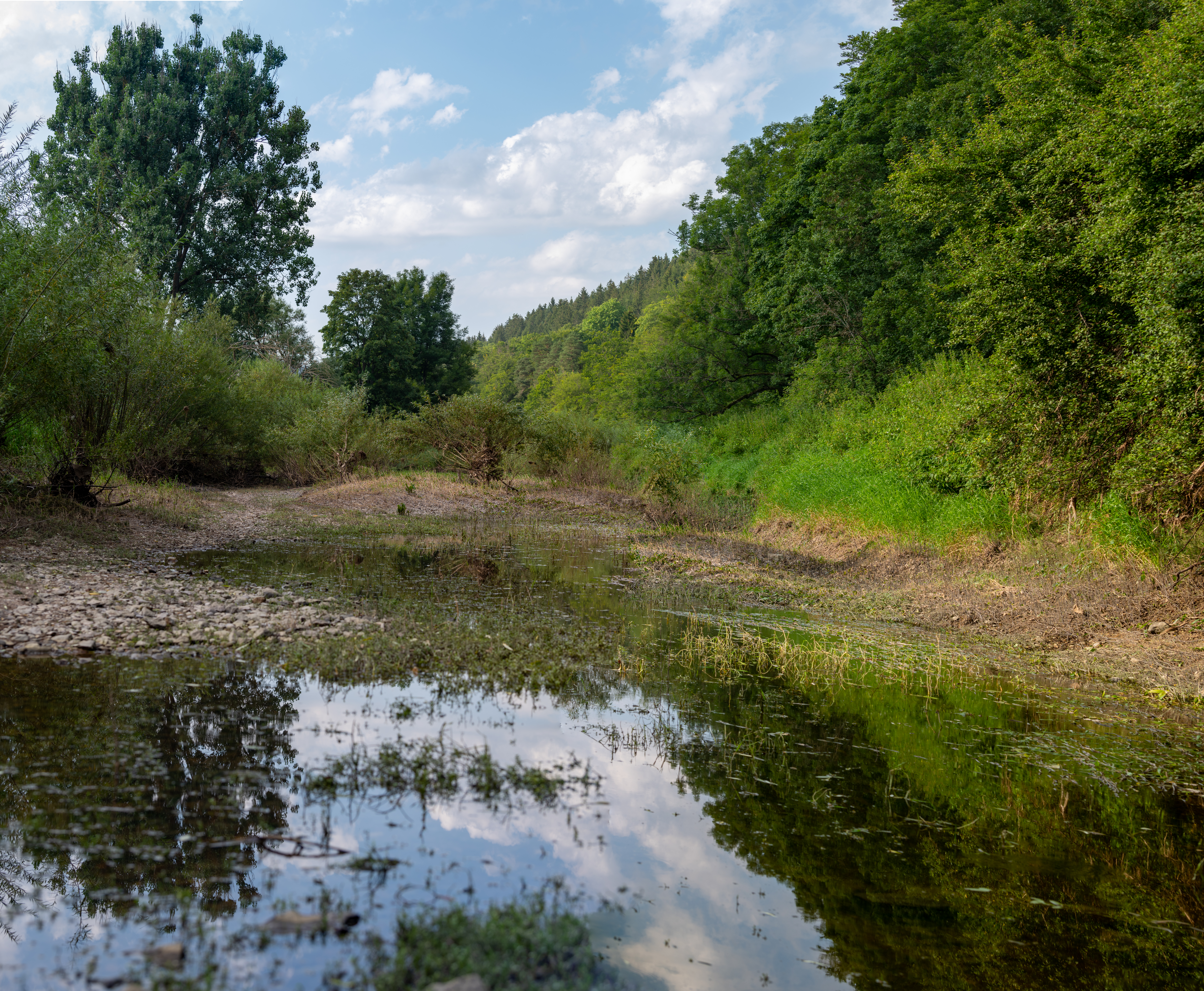
Průsaky vod na horním toku Dunaje (propadání Dunaje)
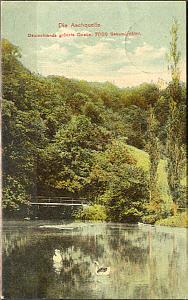
Aachtopf, historická fotografie z roku 1910
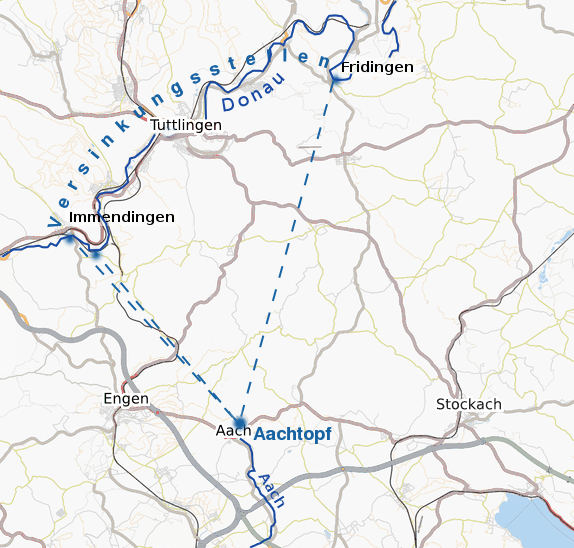
Úsek propadu Dunaje
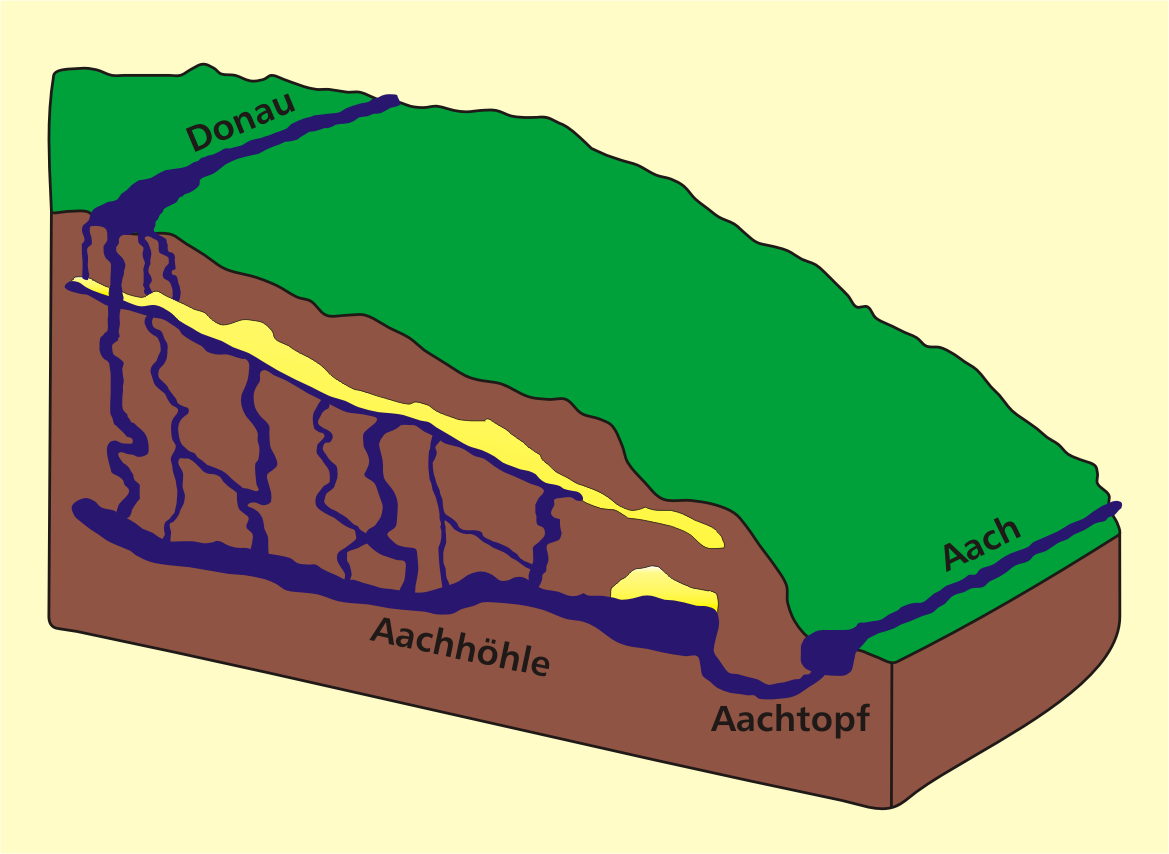
Schéma průsaku vod Dunaje